# Фатерлянд
«Фатерлянд» (англ. Fatherland) — американський телевізійний фантастичний трилер 1994 року, заснований на однойменному романі Роберта Гарріса.
У альтернативному 1964 році нацистська Німеччина захопила Європу, але для продовження війни потребує допомоги США. Американська журналістка Шарлотта Маґвайр отримує від невідомого чоловіка докази злочинів нацистів і офіцер СС Ксав'єр Марш вирішує допомогти в їх оприлюдненні.

## Сюжет
Дія відбувається в 1964 році й описує альтернативну історію. Висадка в Нормандії завершилася невдачею, США вийшли з Другої світової війни, Німеччина проголосила перемогу над всією Європою, а Росія продовжила партизанський опір. Одна за одною країни Європи входили до Третього Рейху, що отримав назву Германія. В 1950-і Гітлер провів реформи, що дали більше свобод, але ЗМІ надалі лишалися під суворим контролем держави. Попри те, США все одно перемогли Японію в Тихоокеанському театрі бойових дій у 1945, застосувавши атомні бомби.
У 1960-і Германія все ще воює з СРСР, тому Гітлер бажає укласти альянс із США. До Берліну прилітає Президент США Джозеф Кеннеді. Для висвітлення цієї події прибуває преса, зокрема молода журналістка Шарлотта «Чарлі» Маґвайр, яка знає про чутки, що Германія приховує якісь злочини. Напередодні 75-річчя Гітлера в одному з парків Берліна вбивають чоловіка. Офіцер СС Ксав'єр Марш береться за розслідування.
Ксав'єр допитує курсанта Германа Йоста, що виявив труп. Той розповідає, що бачив, як тіло кинув у воду Оділо «Глобус» Глобочник, обергрупенфюрер Гестапо та права рука лідера СС Райнхарда Гайдріха. Виявляється, що загиблим був Йозеф Бюлер, колишній чиновник нацистської партії, який керував переселенням євреїв. Справу бере на себе Гестапо, а Герман невдовзі гине на навчанні через нещасний випадок.
Тим часом Шарлотта отримує в готелі від невідомого чоловіка конверт із фотографіями кількох високопоставлених нацистських чиновників біля вілли. Записка на фотографії приводить її до Вільгельма Штукарта, партійного чиновника у відставці, але Шарлотта знаходить його мертвим у його квартирі.
Ксав'єру доручають розглядати справу Штукарта, і він підозрює, що Шарлотта якось причетна до вбивства. Коли він бере Шарлотту на місце злочину, Гестапо заявляє про свою юрисдикцію, а його начальник Артур Небе застерігає від подальшого розслідування. Герман і Шарлотта з'ясовують, що всі люди, зображені на фото, були присутні на Ванзейській конференції. Досі єдиний живий з них — це Франц Лютер, який і передав фото Шарлотті.
Тоді Ксав'єр розуміє, що існує урядова змова, щоб приховати, що обговорювалося на конференції. Він радить Шарлотті терміново покинути Германію. Проте Лютер призначає журналістці зустріч у поїзді, де просить допомоги у втечі до США в обмін на «найбільшу таємницю війни». Есесівці наздоганяють та вбивають Лютера, але Шарлотту рятує Ксав'єр. Пізніше він шантажує колегу, щоб отримати досьє на Лютера, і дізнається, що у того була коханка, колишня театральна актриса Анна фон Гаґен.
Шарлотта, видаючи себе за співробітницю американського посольства в Берліні, відвідує Анну та отримує документи Франца. Анна розповідає, що євреїв насправді не переселяли в Східну Європу, як це стверджують офіційні заяви, а масово винищували. Ксав'єр бачить фотосвідчення злочинів Третього Райху, тож він погоджується допомогти Шарлотті оприлюднити документи. Він вирішує втекти до США зі своїм сином Пілі.
Проте Гестапо вже переконало Пілі зрадити батька, а Оділо заманює Ксав'єра в пастку. Ксав'єр убиває агента Гестапо, але отримує смертельне поранення. Йому вдається дістатися до телефонної будки, щоб востаннє зателефонувати Пілі. Він каже не вірити Гестапо та гине.
Коли Джо Кеннеді прибуває до Великої зали Берліна, Шарлотта передає йому документи через посла США. Переглянувши їх, Кеннеді скасовує заплановану зустріч із Гітлером і негайно летить назад до США.
Епілог показує, що оповідач — це дорослий Пілі, який зазначає, що хоча Шарлотту зрештою заарештувало Гестапо, викриття геноциду євреїв зруйнувало будь-яку перспективу стратегічного альянсу Германії з США. Зрештою, без американської підтримки, Германія зазнала краху, хоча дехто досі не вірить, що це була злочинна держава.

## У ролях

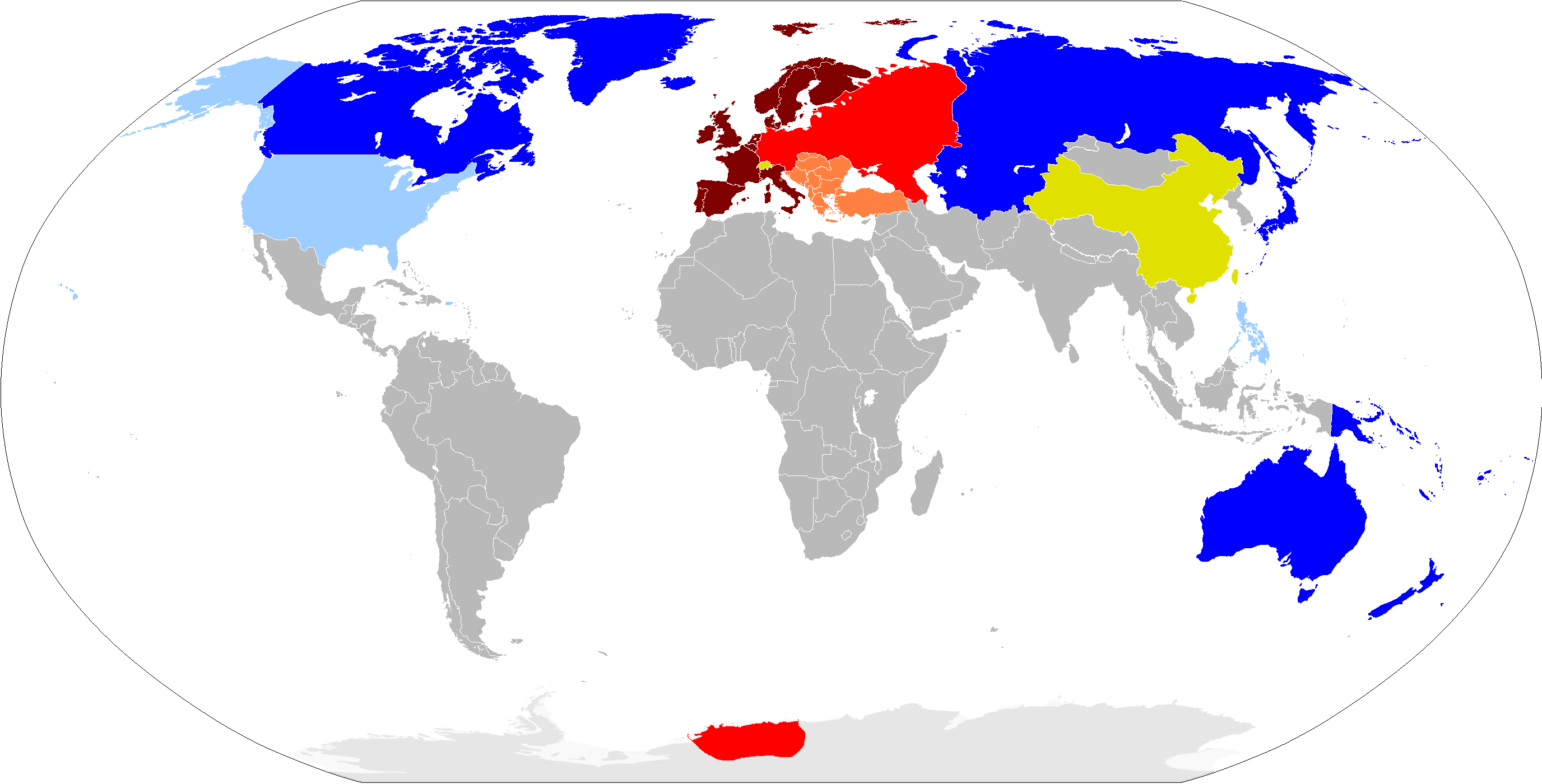
Політична карта світу відповідно до всесвіту фільму

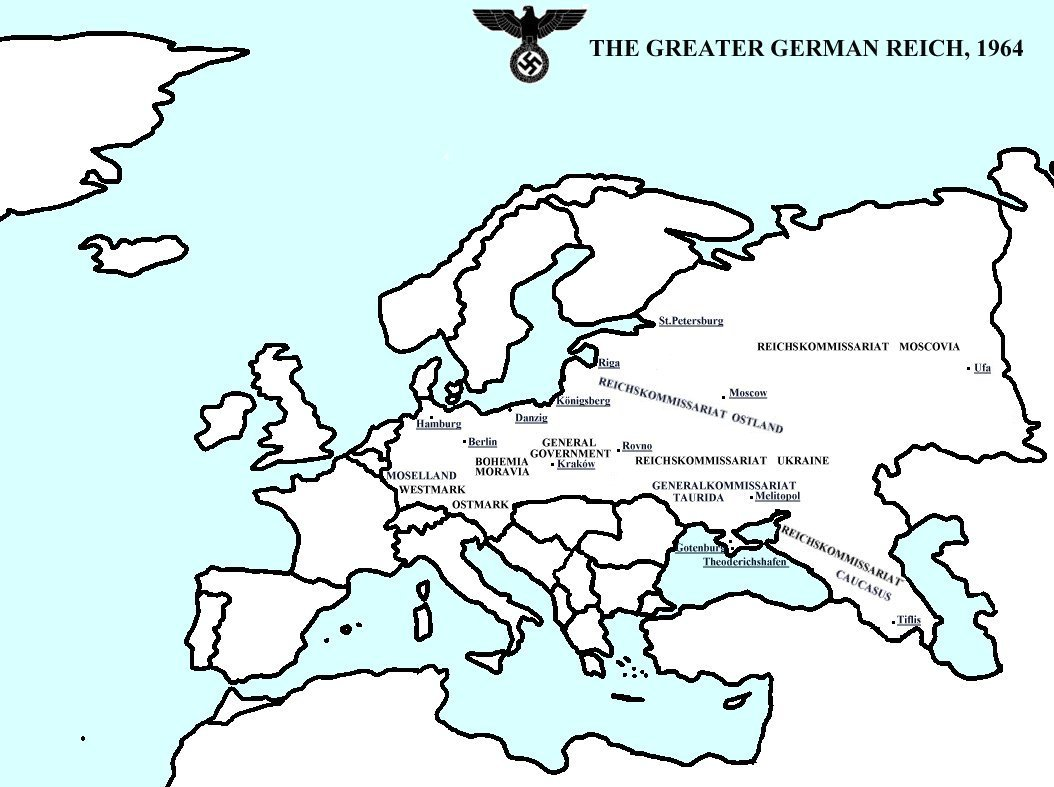
Політична карта Європи у фільмі

| Актор              | Роль                                     |
| ------------------ | ---------------------------------------- |
| Рутгер Гауер       | штурмбанфюрер Ксав'єр Марш               |
| Міранда Річардсон  | Чарлі Маґвайр                            |
| Пітер Вон          | оберстгрупенфюрер Артур Небе             |
| Майкл Кічен        | унтерштурмфюрер Макс Єгер                |
| Джин Марш          | Анна фон Гаґен                           |
| Джон Вудвайн       | Лютер                                    |
| Джон Шрепнел       | обергрупенфюрер Оділо Глобочник (Глобус) |
| Клайв Расселл      | Кребс                                    |
| Клер Гіґґінс       | Клара                                    |
| Павел Андель       | людина в темному пальто                  |
| Петронелла Баркер  | Гельга                                   |
| Сара Бергер        | Лені Калдер                              |
| Ян Бідлас          | посильний                                |
| Стюарт Банс        | сліпий солдат                            |
| Чарльз Де'Ат       | Портер                                   |
| Ніл Даджон         | гауптштурмфюрер Вальтер Фібіс            |
| Рудольф Фляйшер    | Гітлер                                   |
| Геррік Гейгон      | Елліот                                   |
| Девід Гаттон       | коротун                                  |
| Руперт Пенрі-Джонс | Йост                                     |

## Сприйняття
Оцінка на сайті IMDb — 6,5/10.